# Die Jupiter Apokalypse – Flucht in die Zukunft
Die Jupiter Apokalypse – Flucht in die Zukunft (Originaltitel Earthfall) ist ein US-amerikanisch-kanadischer Katastrophenfernsehfilm aus dem Jahr 2015.

## Handlung
Der Jupiter wird aus seiner Umlaufbahn geworfen und irrt durch das Sonnensystem. Er hinterlässt eine Schneise der Zerstörung und wirkt wegen seiner Rotation als Magnet, der auch die Erde aus deren Umlaufbahn befördert. Die Folgen sind verheerend, so erlebt die Erde ein Bombardement von Meteoriten und anderen Himmelskörpern, die ganze Städte zerstören. Überall auf der Welt ereignen sich Feuer- und Eisstürme, die Opferzahlen gehen in den mehrstelligen Millionenbereich.
Der Schriftsteller Steve Lannon hat dabei nur eines im Kopf, er will seine Frau Nancy und seine Tochter Rachel finden. Tatsächlich hat er Glück im Unglück und kann seine Familie finden. Wenig später entdecken sie eine geheime Regierungseinrichtung. Dort wird an einer nuklearen Mission zur Rettung der Menschheit gearbeitet. Durch das Erzeugen starker Explosionen hofft man durch den Luftdruck die Erde wieder in die gewohnte Umlaufbahn zu bringen.

## Hintergrund
Produktionsfirma Cinetel Films produzierte für Syfy bereits die Low-Budget-Filme Eissturm aus dem All (2014) und Lavalantula – Angriff der Feuerspinnen (2015). Die Jupiter Apokalypse – Flucht in die Zukunft kann als Mockbuster zum im selben Jahr erschienenen Jupiter Ascending gesehen werden.
Der Film feierte seine Premiere am 22. Juni 2015. Am 28. Januar 2016 folgte die Premiere in Deutschland, seit dem 10. März 2016 ist der Film im deutschen Videoverleih.

## Kritik
„Bemüht unterhaltsames, ebenso naives wie dreistes (Fernseh-)Endzeitszenario, angereichert mit schlechten Computeranimationen.“

Die visuellen Effekte werden als zu billig bewertet. Kritisiert werden außerdem das bekannte Handlungsschema, dass eine Familie durch die Ereignisse getrennt wird und alles dafür tut, wieder zueinander zu finden. Wie immer in solchen Filmen tappen Militär und Regierung im Dunkeln und agieren lange Zeit undurchsichtig. Der deutsche Filmtitel erweckt darüber hinaus einen völlig falschen Eindruck von der Handlung. Eine Zeitreise ist zu keinem Zeitpunkt des Films Thematik.